# 존 패럴 (야구인)
존 에드워드 패럴(John Edward Farrell, 1962년 8월 4일 ~)은 현재 신시내티 레즈를 위한 스카웃이자 폭스 스포츠와 ESPN 야구 분석자로 일하는 전 메이저 리그 베이스볼의 투수, 코치와 감독이다.
자신의 선수 경력 동안 패럴은 클리블랜드 인디언스, 캘리포니아 에인절스와 디트로이트 타이거스의 일원이었다.  그는 2011년부터 2012년까지 토론토 블루제이스의 감독이 되는 데 떠나기 전에 2007년부터 2010년까지 보스턴 레드삭스의 투수 코치로 지냈다.  그는 2013년 레드삭스로 돌아와 감독으로서 자신의 첫 해에 그들과 함께 월드 시리즈를 우승하였고, 2017년 아메리칸 리그 디비전 시리즈를 패한지 이틀 후에 해고될 때까지 팀을 지속적으로 감독하였다.

## 어린 시절
뉴저지주 몬머스비치에서 태어나 자라왔다.  그의 부친 톰은 부상이 자신의 야구 경력을 끝낼 때까지 1950년대 클리블랜드 인디언스의 제 2군 리그 합동 운영제에서 투수를 맡았다.  패럴은 쇼어 지방 고등학교와 오클라호마 주립 대학교를 위한 스타 투수였으며 자신의 4년 경력을 위하여 20 승 6 패의 기록을 가졌다.

## 선수 경력
1980년 고등학교 졸업에 패럴은 오클랜드 애슬레틱스에 의하여 드래프트되었으나 계약을 맺지 않았다.  4년 후에 대학을 졸업한 후 그는 1984년의 2번째 라운드에서 클리블랜드 인디언스에 의하여 드래프트되었다.  그는 1987년 8월 18일 인디언스와 자신의 메이저 리그 데뷔하여 1990년 시즌까지 그들을 위하여 활약하였다.
패럴은 인디언스의 출발 교체의 일부로서 성공을 즐겼으나 자신의 오른쪽 팔꿈치에 생긴 부상이 그가 전체의 1991년과 1992년 시즌들을 놓치는 원인을 가져왔다.  그는 캘리포니아 에인절스 (1993년 ~ 94년)와 함께 활동으로 돌아왔으며, 인디언스 (1995년)와 다시 뛰다가 디트로이트 타이거스 (1996년)와 함께 자신의 경력을 끝냈다.

## 선수 이후의 경력
1997년 패럴은 자신의 모교 오클라호마 주립 대학교에 수석 코치와 투수/병집 조정자로서 가입하였다.  그는 2001년을 통하여 대학과 함께 남아있었다.
그해 11월부터 2006년 시즌의 말기를 통하여 패럴은 클리블랜드 인디언스를 위한 선수 개발의 국장으로 지냈다.  2003년과 2004년 인디언스는 USA 투데이의 스포츠 위클리에 의하여 올해의 메이저 리그 베이스볼 조직으로 선정되었다.  2003년 그들은 베이스볼 아메리카에 의하여 프로 야구에서 최고 제 2군 리그 합동 운영제를 가진 것으로 선정되기도 하였다.
2006년 시즌에 이어 보스턴 레드삭스는 데이브 월리스를 대체하는 데 새 투수 코치로서 패럴을 기용하였다.  자신들이 인디언스에 동료로 지내오면서 패럴은 레드삭스의 감독 테리 프랭코나에 재가입하였다.

### 토론토 블루제이스

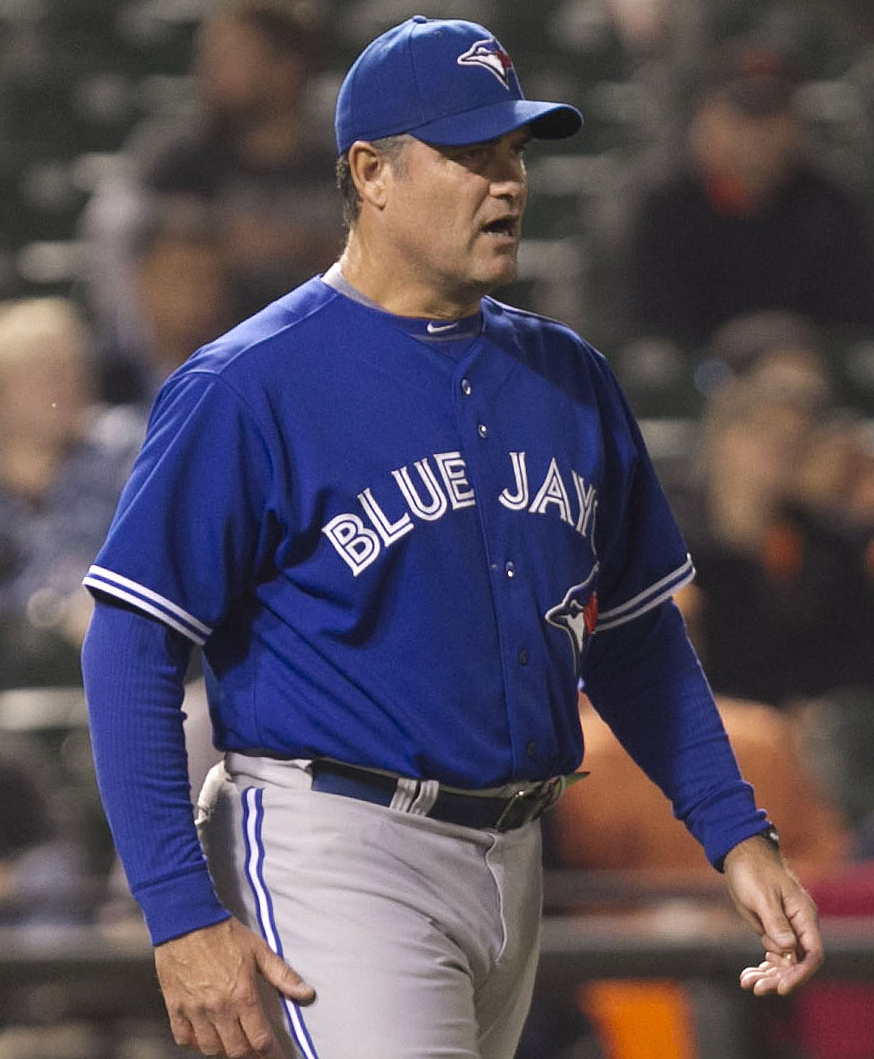
토론토 블루제이스 감독 재직 중의 패럴

2010년 오프 시즌 동안 패럴은 브라이언 버터필드, 드말로 헤일과 샌디 알로마 주니어와 더불어 토론토 블루제이스의 감독직을 위한 4명의 최종 후보들 중의 하나로 소문이 났다.  그해 10월 25일 블루제이스는 기자 회견을 열어 정식으로 2011년 시즌을 위하여 팀의 감독으로서 패럴을 소개하였다.
7월 2일 경기가 열리는 동안 심판 알폰소 마르케스의 뒤를 쫓아다닌 후에 투수 존 로치를 말리는 시도를 한 동안 턱이 탈구가 되고 말았다.  로치와 패럴은 둘다 경기로부터 추방당하였다.
8월 25일 캔자스시티 로열스를 상대로 홈 경기가 열리는 동안 패럴은 당시 알려지지 않은 지병의 이유로 9번째 이닝에서 더그아웃을 떠나는 데 강요되었다.  그는 후에 마운트시나이 병원에서 폐렴과 진단되어 8월 26일에 퇴원하였다.
그는 154 승 170 패의 기록과 함께 토론토 블루제이스 감독으로서 자신의 병역을 끝냈다.

### 보스턴 레드삭스
2012년 10월 20일 패럴이 보스턴 레드삭스와 감독 직위를 위하여 면접을 받을 수 있는 데 의문되었다는 보고가 나왔다.  다음날 블루제이스는 공식적으로 패럴이 레드삭스와 함께 감독 직위를 받아들였다고 확신시켰다.  같은 처리에서 블루제이스는 내야수 마이크 아빌레스를 위한 교환에서 투수 데이비드 카펜터를 레드삭스로 보냈다.  2013년 10월 22일 패럴은 스포팅 뉴스의 2013년 "올해의 아메리칸 리그 감독"으로 선정되었다.  그해 패럴은 아메리칸 리그 페넌트를 우승하는 데 5번째 첫해의 레드삭스 감독이 되었다.  레드삭스는 이어서 2013년 월드 시리즈를 우승하러 겨우 1년의 세월에 패럴 아래 최악으로부터 첫번째로 갔다.  그 일은 1918년 월드 시리즈가 마지막으로서 홈구장에서 레드삭스가 시리즈를 우승한 95년 만에 처음이기도 하였다.  하지만 팀은 감독으로서 패럴의 2번째 한해 동안 분투하였고, 이어서 자신들의 디비전에서 마지막으로 왔다.  패럴은 그들의 부족한 상연을 위하여 책임을 받아들였고, 또한 그들의 공격에서 그들의 문제들을 불일치들에 귀착시켰다.
패럴의 2015년 시즌은 그가 림프종과 진단되어 치료를 찾는 데 강요될 때 8월에 짧아졌다.  그가 떠날 무렵 레드삭스의 분투들은 지속되었고, 그들은 정렬에서 2번째 한해를 위하여 최후적으로 끝낸 다시 자신들의 디비전에서 마지막으로 왔다.  그럼에 불구하고 패럴이 2016년 레드삭스의 감독으로서 돌아온다고 공고되었다.
2016년 시즌은 패럴과 자신들의 디비전에서 정상에 와 플레이오프들로 돌아온 레드삭스를 위하여 주목된 향상이었다.  하지만 팀은 패럴이 이전에 섬긴 자신들의 전 감독 프랭코나에 의하여 이끌어진 인디언스를 상대로 아메리칸 리그 디비전 시리즈에서 휩쓸어졌다.
레드삭스는 2017년 시즌 패럴 아래 자신들의 디비전에서 다시 정상에 왔으나 이번에는 휴스턴 애스트로스를 상대로 2연속 해를 위하여 디비전 라운드에서 탈락되었다.  10월 11일 레드삭스는 감독으로서 5년을 지낸 후, 패럴의 만기를 공고하였다.

### 신시내티 레즈
2018년 3월 신시내티 레즈는 패럴이 스카웃으로 그들의 조직에 가입하였다고 공고하였으며 그의 역할은 "팀의 시스템을 평가하고, 또한 특별한 지위들에 지내는 것"이다.

## 방송 경력
2018년 3월 정규 시즌의 시작을 위한 시간에 패럴이 분석자로서 ESPN의 베이스볼 투나잇에 가입할 것이라고 공고되었다.  그는 2019년 시즌 동안 폭스 메이저 리그 베이스볼에 분석자로 나오기도 하였다.

## 개인 생활
2019년 야구 시즌으로 봐서 패럴은 신시내티 레즈를 위한 마이너 리그 투수 스카웃으로서 한달에 10일을 일하면서 보냈고, 다른 시간들에 매사추세츠주 입스위치에서 자신의 보트 "Seaweed"에 가재 잡이를 즐겼다.
패럴은 3명의 아들을 두었으며 그들은 전부 메이저 리그 베이스볼 드래프트에서 선발되었다.  내야수 제러미는 버지니아 대학교에서 대학 야구를 하고, 그러고나서 2008년부터 2012년을 통하여 피츠버그 파이리츠의 마이너 리그 시스템에서, 그리고 2013년부터 2015년을 통하여 시카고 화이트삭스의 시스템에서 활약하였다.  마셜 대학교의 오른손 잡이 투수 셰인은 2011년 블루제이스에 의하여 46번째 라운드에서 차지되었고, 그러고나서 시카고 컵스를 위하여 그들의 야구 운영국을 위하여 일하였다.  노스웨스턴 대학교의 오른손 잡이 선수인 막내 루크는 2013년 드래프트의 6번째 라운드에서 로열스에 의하여 선발되었고, 로열스, 레즈와 컵스를 위하여 메이저 리그 베이스볼에서 투수를 맡았다.  패럴의 아들 2명은 현재 컵스와 함께 있다.  셰인은 지역 스카웃이고, 제러미는 마이너 리그 내야수 조정자이다.